# عبدالغازینو
عبدالغازینو (به لاتین: Abdulgazino) یک منطقهٔ مسکونی در روسیه است که در باشقیرستان واقع شده‌است.